# جون كروكر
جون كروكر (بالإنجليزية: John Crocker)‏ هو عازف جاز بريطاني، ولد في 19 أكتوبر 1937.